# Actor fils de Myrmidon
Pour les articles homonymes, voir Actor.
Dans la mythologie grecque, Actor (en grec ancien Ἄκτωρ / Aktôr), fils de Myrmidon et de Pisidicé, est un roi de Phthie. Le couple n’eut qu’une fille, Philomèle. Lorsque Pélée fut exilé pour avoir tué par accident son demi-frère Phocos, il se réfugia auprès d’Actor qui le purifia. Il épousa par la suite sa fille Philomèle, et lui succéda sur le trône. Dans cette version, il apparait donc comme le grand-père d'Achille.
Une autre version accorde un fils à Actor, Eurytion, qui joue alors auprès de Pélée le rôle attribué par les autres à son père, sa propre fille Antigone remplaçant Philomèle.
Alopé, l’éponyme de la ville thessalienne, est également une fille d’un Actor, qui pourrait être le roi de Phthie.